# Wolfgang Meisinger
Wolfgang Meisinger (* 1956 in Dillenburg) ist ein deutscher Dokumentarfilmer, Filmregisseur, Filmjournalist und Unternehmer.
Wolfgang Meisinger experimentierte bereits seit seinem zehnten Lebensjahr mit Kameras und Filmen. Er studierte zunächst Germanistik und Philosophie. Nach einigen Jahren journalistischer und pädagogischer Tätigkeit nahm er ein Studium der Medienwissenschaft, Pädagogik und Psychologie auf. Bereits während dieses Studiums sammelte er Erfahrungen als Kameraassistent und danach als Kameramann bei diversen Fernsehsendern. 1984 gründete er ein eigenes Fernsehstudio mit professioneller Technik. Seitdem erstellt er Nachrichtenbeiträge, Industriefilme (z. B. zum Thema Maschinenbau), Medizinfilme und Filme mit sozialpsychologischen und sportlichen Themen (z. B. Reiten).

## Auszeichnungen und Nominierungen
- Silberner Preis 7th International Symposium Adapted Physical Activity Film Contest 1989 Berlin für "Reiten in Medizin - Pädagogik - Sport"

## Filmografie (Auswahl)
- Schüler denken am Computer, Buch + Regie + Kamera + Schnitt, Wissenschafts-Feature, 30 Min.
- Ganz nah bei dir... (über Kinder im Krankenhaus), Buch + Regie + Schnitt, 60 Min.
- Die Kreuzfahrt, Buch + Regie + Kamera + Schnitt, Reise-Feature, 40 Min.
- Das Pferd in Medizin - Pädagogik - Sport, Buch + Regie + Kamera + Schnitt, 25 Min. (silberner Contest-Preis, Berlin)
- Reiten - Sport für Behinderte, Buch + Regie + Kamera + Schnitt, 35 Min.
- RABEWERK, Kamera + Schnitt, Industrie-Feature, mehrsprachig, 40 Min. (Hauptfilm und vier Fachfilme)
- Vorschulerziehung mit ausländischen Kindern, Schnitt, 50 und 20 Min.
- Die Zeichenmappe, Buch + Regie + Schnitt, Kurzfilm, 6 Min., mit Trick- und Spielsequenzen
- STRAUTMANN, Buch + Regie + Kamera + Schnitt, Industrie-Feature
- THYSSEN-WAAS-Icebrakers, Kamera + Schnitt, Industrie-Feature, 25 Min.
- Die Rache meiner Mutter, Schnitt, experimenteller Kurzfilm (Festival-Sonderpreis)
- HLW, Buch + Kamera + Schnitt, Werbefilm für Reanimation (11 Berufsschauspieler, komplette Produktion)
- Alicia und ihre neue Welt, (über eine Geburt), Buch + Regie + Schnitt, 32 Min. (in Kooperation mit der HFF "Konrad Wolf" in Potsdam)
- Rolf Becher - Alle Vorträge (Reiten), Buch + Regie + Kamera + Schnitt, 6 Filme, gesamt 241 Min.